# Jean-Marc Manach
Jean-Marc Manach nació en 1971, y es un periodista de investigación de nacionalidad francés, especializado en Internet en asuntos vinculados a la privacidad y a cuestiones referentes a la vulnerabilidad de la vida personal íntima.

## Actividades
Jean-Marc Manach es miembro fundador de los Premios Big Brother en Francia, aunque sobre todo es conocido por su blog Bug Brother, así como por sus contribuciones en varios sitios web tales como Transfert.net, Internet Actu, y OWNI, así como por su participación en el programa de televisión Le Vinvinteur que se emite en France 5. 
Además, y junto a Julien Goetz y Sylvain Bergère, es coautor de Une contre-histoire de l'Internet, un documental centrado en las opiniones de varios defensores de la libertad en Internet. Jean-Marc Manach también ha estado involucrado en ZDNet, con aportes concretados en Le Canard enchaîné, LeMonde.fr, Nova Magazine, Le Monde diplomatique, y France Inter. 
Junto a OWNI y a varias asociaciones, en el año 2011 también hizo aportes al sitio digital WikiLeaks, y particularmente en lo referido a los llamados « Spyfiles », archivos del mercado de herramientas de vigilancia e intercepción en las comunicaciones. Entre otras cosas, estos archivos demuestran que empresas de países occidentales, entre ellas empresas francesas, han vendido a regímenes autoritarios tecnología de vigilancia que puede ser aplicada al control y a la represión de su población.
Jean-Marc Manach también integra el comité de deontología de la asociación Nos oignons, institución que tiene por objetivo « participar en el desarrollo y fortalecimiento de la red de comunicaciones electrónicas Tor, para a través de este medio garantizar la libertad de información, de expresión, y de comunicación ».
Este periodista también trabaja en varias escuelas de periodismo,entre ellas el Institut d'études politiques de Paris, el Centre de formation des journalistes de Paris, y la École supérieure de journalisme de Lille.
Entre el año 2013 y 2015, Jean-Marc Manach presentó cada dos semanas (martes a la hora 14:42), un programa filmado (del tipo Web TV) y de duración 42 minutos cada uno (esta repetición del número 42, hace referencia a la obra de Douglas Adams difundida en el sitio web Arrêt sur images).